# Epicentre

Epicentre

L'epicentre d'un terratrèmol és el punt a la superfície de la Terra que està directament a sobre de l'hipocentre o focus, el punt on l'explosió subterrània s'origina, és a dir, que l'epicentre és el punt de la superfície terrestre més pròxim a l'hipocentre ones sísmiques. En canvi l'hipocentre és el punt en l'interior de la Terra on es produeix l'inici del terratrèmol.
Etimològicament el terme prové del neollatí epicentrum i aquest del grec ἐπίκεντρος (epikentros) "central", de ἐπί (epi) "sobre, amunt" i κέντρον (kentron) "centre".
L'epicentre és normalment el lloc on es produeixen els danys més greus. Tanmateix, en el cas de grans terratrèmols, la longitud de trencament la falla pot ser molt gran, i per això els danys més greus poden localitzar-se no pas en l'epicentre, sinó en qualsevol altre punt de la zona de trencament. Per exemple en el terratrèmol de Denali (Alaska) del 2002, s'arribà a una magnitud de 7,9 graus i l'epicentre es trobava a l'extrem oest de la zona de trencament, però els danys més greus van passar a uns 330 km de l'extrem est de la zona de trencament.